# Deinopa helle
Deinopa helle är en fjärilsart som beskrevs av William Schaus 1914. Deinopa helle ingår i släktet Deinopa och familjen nattflyn. Inga underarter finns listade i Catalogue of Life.